# Tetraralphia hypothetica
Tetraralphia hypothetica är en nässeldjursart som beskrevs av Pagès och Bouillon 1997. Tetraralphia hypothetica ingår i släktet Tetraralphia och familjen Capitata. Inga underarter finns listade i Catalogue of Life.